# Lijst van eindrondeselecties van het Belgisch voetbalelftal
Het Belgisch voetbalelftal heeft diverse malen deelgenomen aan eindrondes van het WK, EK en de Olympische Spelen. Hieronder volgen de selecties per toernooi.

## Olympische Zomerspelen

### 1920, Antwerpen
Resultaat: winnaar
Félix Balyu, Désiré Bastin, Mathieu Bragard, Jan De Bie, Robert Coppée, André Fierens, Emile Hanse, Georges Hebdin, Henri Larnoe, Joseph Musch (c), Armand Swartenbroeks, Fernand Nisot, Louis Van Hege, Oscar Verbeeck
Coach: Raoul Daufresne de la Chevalerie

### 1924, Parijs
Resultaat: Eerste ronde
Jan De Bie, Joseph Paty, François Demol, Joseph Musch, August Pelsmaeker, Armand Swartenbroeks, Oscar Verbeeck, Désiré Bastin, Georges De Spae, André Fierens, Laurent Grimmonprez, Émile Hanse, Albert Henderieckx, Victor Houet, Henri Larnoe, Fernand Lorphèvre, Achille Schelstraete, Florimond Vanhalme, Robert Coppée, Maurice Gillis, Ivan Thys, Louis Van Hege
Coach: William Maxwell

### 1928, Amsterdam
Resultaat: Kwartfinales
Henri Bierna, Gustaaf Boesman, Pierre Braine, Raymond Braine, Jean Caudron, Jan De Bie, Henri De Deken, Georges De Spae, Gérard Devos, Jan Diddens, Georges Ditzler, August Hellemans, Nic Hoydonckx, Jules Lavigne, Jacques Moeschal, Auguste Ruyssevelt, Rik Van Averbeke, Florimond Vanhalme, Sébastien Verhulst, Louis Versyp, Bernard Voorhoof
Coach: William Maxwell

### 2008, Peking
Resultaat: vierde
Logan Bailly, Yves Makabu-Makalambay, Laurent Ciman, Sepp De Roover, Vincent Kompany, Landry Mulemo, Sébastien Pocognoli, Thomas Vermaelen, Jan Vertonghen, Marouane Fellaini, Faris Haroun, Maarten Martens, Jeroen Simaeys, Anthony Vanden Borre, Vadis Odjidja-Ofoe, Mousa Dembélé, Tom De Mul, Stijn De Smet, Kevin Mirallas
Coach: Jean-François De Sart

## Wereldkampioenschap

### 1930, Uruguay
Fernand Adams, Arnold Badjou, Pierre Braine (c), Alexis Chantraine, Jean De Bie, Jean De Clercq, Henri De Deken, Gérard Delbeke, Jean Diddens, August Hellemans, Nicolas Hoydonckx, Jacques Moeschal, Theodore Nouwens, André Saeys, Louis Versyp, Bernard Voorhoof
Coach: Hector Goetinck

### 1934, Italië
Arnold Badjou, Désiré Bourgeois, Jean Brichaut, Jean Capelle, Jean Claessens, François De Vries, Laurent Grimmonprez, August Hellemans, Albert Heremans, Constant Joacim, Robert Lamoot, René Ledent, Jules Pappaert, Frans Peeraer, Victor Putmans, Charles Simons, Philibert Smellinckx, André Vandewyer, Joseph Van Ingelgem, Louis Versyp (c), Bernard Voorhoof, Félix Welkenhuysen
Coach: Hector Goetinck

### 1938, Frankrijk
Arnold Badjou, Robert Braet, Raymond Braine, Fernand Buyle, Jean Capelle, Arthur Ceuleers, Pierre Dalem, Alfons De Winter, Jean Fievez, Frans Gommers, Paul Henry, Henri Isemborghs, Joseph Nelis, Robert Paverick -.Jean Petit, Corneel Seys, Philibert Smellinckx, Emile Stijnen, John Van Alphen, Charles Vanden Wouwer, André Vandeweyer, Bernard Voorhoof (c)
Coach: Jack Butler

### 1954, Zwitserland
1.Léopold Gernaey 2.Marcel Dries 3.Alfons Van Brandt 4.Constant Huysmans 5.Louis Carré 6.Victor Mees 7.Jozef Vliers 8.Denis Houf 9.Henri 'Rik' Coppens 10.Léopold Anoul 11.Joseph Mermans (c) 12.Charles Geerts 13.Henri Diricx 14.Robert Van Kerckhoven 15.Hippolyte Van Den Bosch 16.Pieter Van den Bosch 17.Raymond Ausloos 18.Jozef Van der Linden 19.Joseph Backaert 20.Robert Maertens 21.Jan Van Steen 22.Luc Van Hoywegen
Coach: Dougall Livingstone

### 1970, Mexico
1.Christian Piot 2.Georges Heylens 3.Jean Thissen 4.Nico Dewalque 5.Léon Jeck 6.Jean Dockx 7.Léon Semmeling 8.Wilfried Van Moer 9.Johan Devrindt 10.Paul Van Himst (c) 11.Wilfried Puis 12.Jean Trappeniers 13.Jacques Beurlet 14.Maurice Martens 15.Erwin Vandendaele 16.Odilon Polleunis 17.Jan Verheyen 18.Raoul Lambert 19.Pierre Carteus 20.Alfons Peeters 21.Frans Janssens 22.Jacques Duquesne
Coach: Raymond Goethals

### 1982, Spanje
1.Jean-Marie Pfaff 2.Eric Gerets (c) 3.Luc Millecamps 4.Walter Meeuws 5.Michel Renquin 6.Franky Vercauteren 7.René Vandereycken 8.Wilfried Van Moer 9.Erwin Vandenbergh 10.Ludo Coeck 11.Jan Ceulemans 12.Theo Custers 13.François Van Der Elst 14.Marc Baecke 15.Maurits De Schrijver 16.Gerard Plessers 17.René Verheyen 18.Raymond Mommens 19.Marc Millecamps 20.Guy Vandersmissen 21.Alexandre Czerniatynski 22.Jacky Munaron
Coach: Guy Thys

### 1986, Mexico
Resultaat: vierde plaats
1.Jean-Marie Pfaff 2.Eric Gerets 3.Franky Van Der Elst 4.Michel De Wolf 5.Michel Renquin 6.Franky Vercauteren 7.René Vandereycken 8.Enzo Scifo 9.Erwin Vandenbergh 10.Philippe Desmet 11.Jan Ceulemans (c) 12.Jacky Munaron 13.Georges Grün 14.Lei Clijsters 15.Leo Van Der Elst 16.Nico Claesen 17.Raymond Mommens 18.Daniel Veyt 19.Hugo Broos 20.Gilbert Bodart 21.Stéphane Demol 22.Patrick Vervoort
Coach: Guy Thys

### 1990, Italië
1.Michel Preud'homme 2.Eric Gerets 3.Philippe Albert 4.Lei Clijsters 5.Bruno Versavel 6.Marc Emmers 7.Stéphane Demol 8.Franky Van Der Elst 9.Marc Degryse 10.Enzo Scifo 11.Jan Ceulemans (c) 12.Gilbert Bodart 13.Georges Grün 14.Nico Claesen 15.Jean-François De Sart 16.Michel De Wolf 17.Pascal Plovie 18.Lorenzo Staelens 19.Marc Van Der Linden 20.Filip De Wilde 21.Marc Wilmots 22.Patrick Vervoort
Coach: Guy Thys

### 1994, Verenigde Staten
1.Michel Preud'homme 2.Dirk Medved 3.Vital Borkelmans 4.Philippe Albert 5.Rudi Smidts 6.Lorenzo Staelens 7.Franky Van Der Elst 8.Luc Nilis 9.Marc Degryse 10.Enzo Scifo 11.Alexandre Czerniatynski 12.Filip De Wilde 13.Georges Grün (c) 14.Michel De Wolf 15.Marc Emmers 16.Danny Boffin 17.Josip Weber 18.Marc Wilmots 19.Eric Van Meir 20.Dany Verlinden 21.Stephan Van der Heyden 22.Pascal Renier
Coach: Paul Van Himst

### 1998, Frankrijk
1.Filip De Wilde 2.Bertrand Crasson 3.Lorenzo Staelens 4.Gordan Vidović 5.Vital Borkelmans 6.Franky Van Der Elst (c) 7.Marc Wilmots 8.Luis Oliveira 9.Mbo Mpenza 10.Luc Nilis 11.Nico Van Kerckhoven 12.Philippe Vande Walle 13.Dany Verlinden 14.Enzo Scifo 15.Philippe Clement 16.Glen De Boeck 17.Mike Verstraeten 18.Gert Verheyen 19.Eric Van Meir 20.Émile Mpenza 21.Danny Boffin 22.Eric Deflandre
Coach: Georges Leekens

### 2002, Japan en Zuid-Korea
1.Geert De Vlieger 2.Eric Deflandre 3.Glen De Boeck 4.Eric Van Meir 5.Nico Van Kerckhoven 6.Timmy Simons 7.Marc Wilmots (c) 8.Bart Goor 9.Wesley Sonck 10.Johan Walem 11.Gert Verheyen 12.Peter Van Der Heyden 13.Franky Vandendriessche 14.Sven Vermant 15.Jacky Peeters 16.Daniel Van Buyten 17.Gaëtan Englebert 18.Yves Vanderhaeghe 19.Bernd Thijs 20.Branko Strupar 21.Danny Boffin 22.Mbo Mpenza 23.Frédéric Herpoel.
Coach: Robert Waseige

### 2014, Brazilië
1.Thibaut Courtois 2.Toby Alderweireld 3.Thomas Vermaelen 4.Vincent Kompany 5.Jan Vertonghen 6.Axel Witsel 7.Kevin De Bruyne 8.Marouane Fellaini 9.Romelu Lukaku 10.Eden Hazard 11.Kevin Mirallas 12.Simon Mignolet 13.Sammy Bossut 14.Dries Mertens 15.Daniel Van Buyten 16.Steven Defour 17.Divock Origi 18.Nicolas Lombaerts 19.Mousa Dembélé 20.Adnan Januzaj 21.Anthony Vanden Borre 22.Nacer Chadli 23.Laurent Ciman
Coach: Marc Wilmots

### 2018, Rusland
Resultaat: derde plaats
1.Thibaut Courtois 2.Toby Alderweireld 3.Thomas Vermaelen 4.Vincent Kompany 5.Jan Vertonghen 6.Axel Witsel 7.Kevin De Bruyne 8.Marouane Fellaini 9.Romelu Lukaku 10.Eden Hazard (c) 11.Yannick Carrasco 12.Simon Mignolet 13.Koen Casteels 14.Dries Mertens 15.Thomas Meunier 16.Thorgan Hazard 17.Youri Tielemans 18.Adnan Januzaj 19.Mousa Dembélé 20.Dedryck Boyata 21.Michy Batshuayi 22.Nacer Chadli 23.Leander Dendoncker
Coach: Roberto Martínez

### 2022, Qatar
1.Thibaut Courtois 2.Toby Alderweireld 3.Arthur Theate 4.Wout Faes 5.Jan Vertonghen 6.Axel Witsel 7.Kevin De Bruyne 8.Youri Tielemans 9.Romelu Lukaku 10.Eden Hazard 11.Yannick Carrasco 12.Simon Mignolet 13.Koen Casteels 14.Dries Mertens 15.Thomas Meunier 16.Thorgan Hazard (c) 17.Leandro Trossard 18.Amadou Onana 19.Leander Dendoncker 20.Hans Vanaken 21.Timothy Castagne 22.Charles De Ketelaere 23.Michy Batshuayi 24.Loïs Openda 25.Jérémy Doku 26.Zeno Debast
Coach: Roberto Martínez

## Europees kampioenschap

### 1972, België
Resultaat: derde plaats
Alfons Bastijns, André Denul, Johan Devrindt, Jean Dockx, Léon Dolmans, Karl Engelen, Georges Heylens, Jos Heyligen, Frans Janssens, Raoul Lambert, Maurice Martens, Christian Piot, Odilon Polleunis, Luc Sanders, Léon Semmeling, Jacques Teugels, Johny Thio, Jean Thissen, Gilbert Van Binst, Erwin Vandendaele, Paul Van Himst (c), Jan Verheyen
Coach: Raymond Goethals

### 1980, Italië
Resultaat: tweede plaats
1.Theo Custers 2.Eric Gerets 3.Luc Millecamps 4.Walter Meeuws 5.Michel Renquin 6.Julien Cools (c) 7.René Vandereycken 8.Wilfried Van Moer 9.François Van Der Elst 10.Erwin Vandenbergh 11.Jan Ceulemans 12.Jean-Marie Pfaff 13.Maurice Martens 14.Gerard Plessers 15.René Verheyen 16.Marc Millecamps 17.Raymond Mommens 18.Guy Dardenne 19.Willy Wellens 20.Michel Preud'homme 21.Jos Heyligen 22.Ronny Martens
Coach: Guy Thys

### 1984, Frankrijk
1.Jean-Marie Pfaff 2.Georges Grün 3.Paul Lambrichts 4.Lei Clijsters 5.Michel De Wolf 6.Franky Vercauteren 7.René Vandereycken 8.Nico Claesen 9.Erwin Vandenbergh 10.Ludo Coeck 11.Jan Ceulemans (c) 12.Jacky Munaron 13.Marc Baecke 14.Walter De Greef 15.René Verheyen 16.Enzo Scifo 17.Eddy Voordeckers 18.Alexandre Czerniatynski 19.Raymond Mommens 20.Wim De Coninck 21.Michel De Groote
Coach: Guy Thys

### 2000, België en Nederland
1.Filip De Wilde 2.Eric Deflandre 3.Joos Valgaeren 4.Lorenzo Staelens (c) 5.Philippe Clement 6.Yves Vanderhaeghe 7.Marc Wilmots 8.Bart Goor 9.Émile Mpenza 10.Branko Strupar 11.Gert Verheyen 12.Geert De Vlieger 13.Frédéric Herpoel 14.Johan Walem 15.Jacky Peeters 16.Luc Nilis 17.Philippe Léonard 18.Nico Van Kerckhoven 19.Eric Van Meir 20.Gilles De Bilde 21.Mbo Mpenza 22.Marc Hendrikx
Coach: Robert Waseige

### 2016, Frankrijk
1.Thibaut Courtois 2.Toby Alderweireld 3.Thomas Vermaelen 4.Radja Nainggolan 5.Jan Vertonghen 6.Axel Witsel 7.Kevin De Bruyne 8.Marouane Fellaini 9.Romelu Lukaku 10.Eden Hazard 11.Yannick Carrasco 12.Simon Mignolet 13.Jean-François Gillet 14.Dries Mertens 15.Jason Denayer 16.Thomas Meunier 17.Divock Origi 18.Christian Kabasele 19.Mousa Dembélé 20.Christian Benteke 21.Jordan Lukaku 22.Michy Batshuayi 23.Laurent Ciman
Coach: Marc Wilmots

### 2020, Europa
1.Thibaut Courtois 2.Toby Alderweireld 3.Thomas Vermaelen 4.Dedryck Boyata 5.Jan Vertonghen 6.Axel Witsel 7.Kevin De Bruyne 8.Youri Tielemans 9.Romelu Lukaku 10.Eden Hazard (c) 11.Yannick Carrasco 12.Simon Mignolet 12.Thomas Kaminski 13.Matz Sels 14.Dries Mertens 15.Thomas Meunier 16.Thorgan Hazard 17.Hans Vanaken 18.Jason Denayer 19.Leander Dendoncker 20.Christian Benteke 21.Timothy Castagne 22.Nacer Chadli 23.Michy Batshuayi 24.Leandro Trossard 25.Jérémy Doku 26.Dennis Praet
Coach: Roberto Martínez

### 2024, Duitsland
1.Koen Casteels 2.Zeno Debast 3.Arthur Theate 4.Wout Faes 5.Jan Vertonghen 6.Axel Witsel 7.Kevin De Bruyne 8.Youri Tielemans 9.Leandro Trossard 10.Romelu Lukaku (c) 11.Yannick Carrasco 12.Thomas Kaminski 13.Matz Sels 14.Dodi Lukebakio 15.Thomas Meunier 16.Aster Vranckx 17.Charles De Ketelaere 18.Orel Mangala 19.Johan Bakayoko 20.Loïs Openda 21.Timothy Castagne 22.Jérémy Doku 23.Arthur Vermeeren 24.Amadou Onana 25.Maxim De Cuyper
Coach: Domenico Tedesco
KBVB · A-internationals · Selecties · Statistieken · Bondscoaches · Belgisch vrouwenelftal · Olympisch elftal · België U21 · België U20 · België U19 · België U18 · België U17 · België U16 · Vrouwen U19 · Vrouwen U17
Albanië ·
Algerije ·
Andorra ·
Argentinië ·
Armenië ·
Australië ·
Azerbeidzjan ·
Bosnië en Herzegovina · 
Brazilië ·
Bulgarije ·
Burkina Faso ·
Canada ·
Chili ·
Colombia ·
Costa Rica ·
Cyprus ·
DDR ·
Denemarken ·
Duitsland ·
Egypte ·
El Salvador ·
Engeland ·
Estland ·
Faeröer ·
Finland ·
Frankrijk ·
Gabon ·
Gibraltar ·
Griekenland ·
Hongarije ·
Ierland ·
IJsland ·
Irak ·
Israël ·
Italië ·
Ivoorkust ·
Japan ·
Joegoslavië ·
Kazachstan ·
Kroatië · 
Letland ·
Litouwen ·
Luxemburg ·
Malta ·
Marokko ·
Mexico ·
Montenegro · 
Nederland ·
Noord-Ierland ·
Noord-Macedonië ·
Noorwegen ·
Oekraïne ·
Oostenrijk ·
Panama · 
Paraguay ·
Peru ·
Polen ·
Portugal ·
Qatar ·
Roemenië ·
Rusland ·
San Marino ·
Saoedi-Arabië ·
Schotland ·
Servië ·
Servië en Montenegro ·
Slovenië ·
Slowakije ·
Sovjet-Unie ·
Spanje ·
Tsjechië ·
Tsjecho-Slowakije ·
Tunesië · 
Turkije · 
Uruguay · 
Verenigde Staten · 
Wales · 
Wit-Rusland ·
Zambia · 
Zuid-Korea · 
Zweden · 
Zwitserland
Algerije (2014) ·
Argentinië (2014) · 
Brazilië (2018) · 
Canada (2022) · 
Denemarken (2021) · 
Engeland (2018, 1) · 
Engeland (2018, 2) · 
Finland (2021) · 
Frankrijk (1904) ·
Frankrijk (2018) · 
Ierland (2016) · 
Italië (2016) · 
Italië (2021) · 
Japan (2018) · 
Kroatië (2022) · 
Marokko (2022) · 
Nederland (1985) · 
Panama (2018) ·
Polen (1982) · 
Portugal (2021) · 
Rusland (2014) · 
Rusland (2021) · 
Sovjet-Unie (1982) · 
Tunesië (2018) · 
Verenigde Staten (2014) ·
West-Duitsland (1980) · 
Zuid-Korea (2014)